# Чарльз Роберт Кокерелл
Чарльз Роберт Кокерелл (грец. Charles Robert Cockerell, 27 квітня 1788 р. — 17 вересня 1863 р.) — британський архітектор та археолог класичності ірландського походження. Син архітектора Самуеля Коккерела.

## Життєпис
Навчався в Вестмінстерській школі.
Кокерелл в 1809 році був асистентом архітектора Роберта Сміркса під час відновлювальних робіт театру Ковент Гарден, попередника сучасної будівлі Королівського театру Ковент-Гарден.
У період з 1810 р. до 1817 р. він вивчав давньогрецьку архітектуру в Італії, Греції та Малій Азії. Працював на розкопках античних храмів в Егіні, а також храму Аполлона в Бассах. Фриз цього храму, що нині зберігається в Британському музеї, переправлений до Англії саме Кокереллом. Повернувшись на батьківщину, Кокерелл відкриває в 1817 р. в Лондоні своє архітектурне бюро. Став членом Німецького археологічного інституту, членом Королівської академії мистецтв.
У 1848 р. цей майстер був нагороджений Королівською золотою медаллю в галузі архітектури.
З 1860 р. Кокерелл — президент Королівського інституту британських архітекторів.

## Проекти
Коккерел — автор проектів багатьох відомих і нині класичних будівель, серед яких зокрема:
- національний монумент в Единбурзі — одна з копій Парфенону, щоправда незавершена (1824—1829);
- будівлі Банку Англії в Плімуті (1835), Бристолі (1844—1847), Манчестері (1845) і в Ліверпулі (1845—1848)
- музей Ашмола в Оксфорді (1839—1845);
- музей Фітцвільяма в Кембриджі (1848);
- Зала Святого Георгія в Ліверпулі (1854).

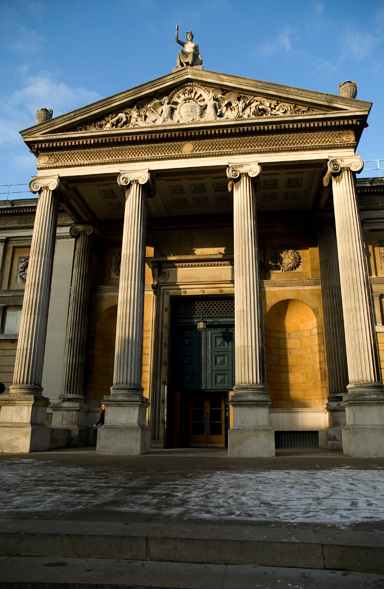
Музей Ашмола
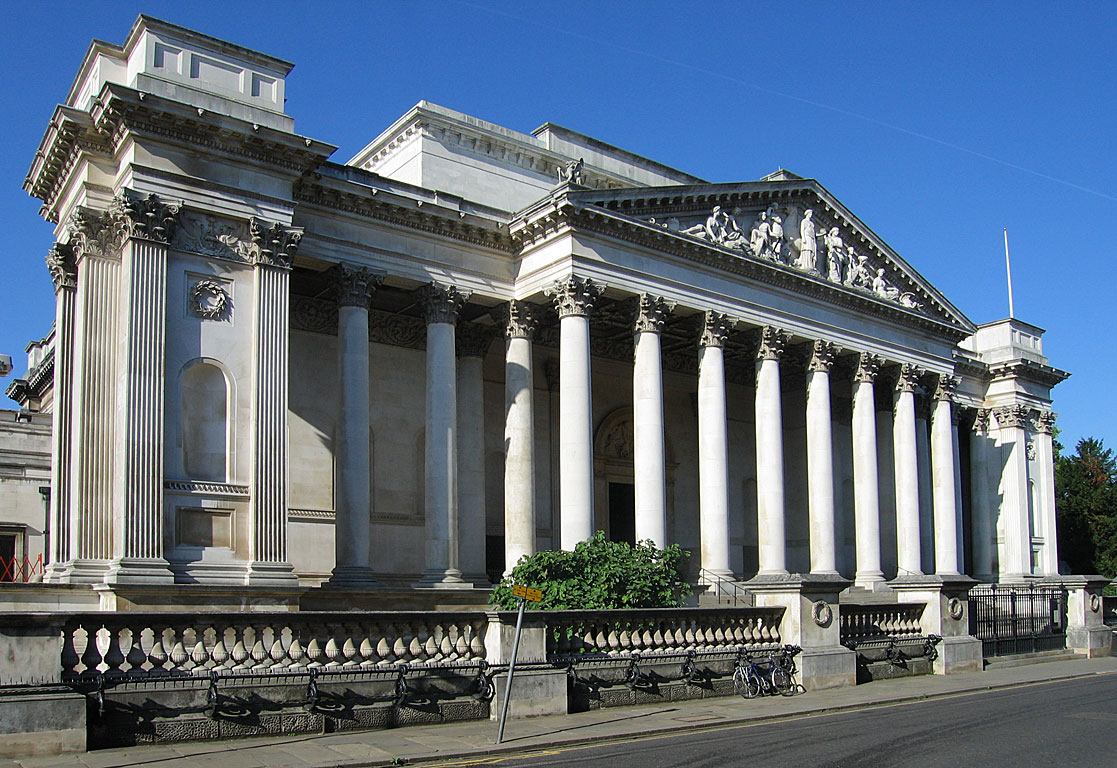
Музей Фітцвільяма
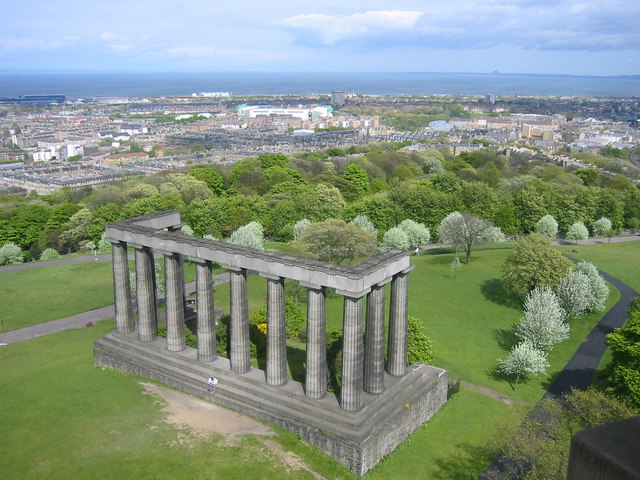
Національний монумент в Единбурзі
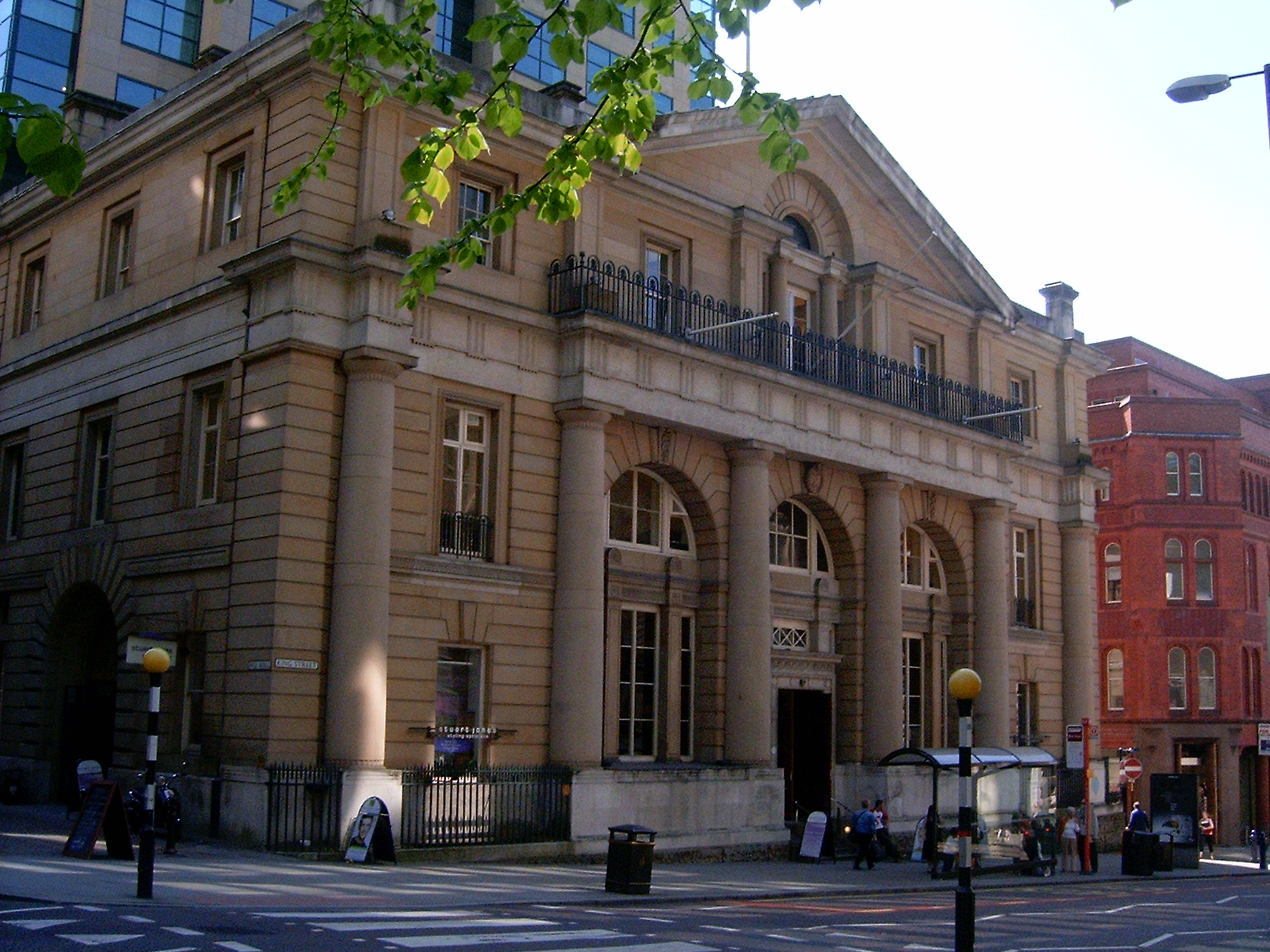
Банк Англії в Манчестері